# سد چنگبا
سد چنگبا (به لاتین: Changheba Dam) یک سد خاکی و نیروگاه برقابی در چین است که در کانگدین واقع شده‌است.